# 林桂
林桂（？—？年），字天芳，浙江嘉兴府平湖縣人，民籍。明朝政治人物。

## 生平
正德五年（1510年）庚午科浙江乡试第六十四名舉人，九年（1514年）甲戌科三甲第247名進士，初授刑部提牢主事，正德十三年以事被下锦衣卫獄，贬为平度州同知，升扬州府通判。世宗继位，超遷南京礼部祠祭司员外郎，嘉靖三年五月升湖广按察司佥事。

## 家族
子林雨，歲贡生，官代王府教授。